# Brady Leman
Brady Leman (ur. 16 października 1986 w Calgary) – kanadyjski narciarz dowolny, specjalizujący się w skicrossie, mistrz olimpijski z Pjongczangu, wicemistrz świata.
W 2014 roku wystartował na igrzyskach olimpijskich w Soczi, gdzie uplasował się na czwartym miejscu. Był też między innymi piąty na mistrzostwach świata w Kreichsbergu w 2015 roku i siódmy podczas rozgrywanych dwa lata później mistrzostw świata w Sierra Nevada. W Pucharze Świata zadebiutował 5 stycznia 2009 roku w St. Johann, gdzie zajął jedenaste miejsce. Tym samym już w swoim debiucie wywalczył pierwsze pucharowe punkty. Na podium zawodów tego cyklu po raz pierwszy stanął 17 grudnia 2011 roku w Innichen, gdzie okazał się najlepszy. W zawodach tych wyprzedził Rosjanina Jegora Korotkowa i Davida Duncana z Kanady. Najlepsze wyniki osiągnął w sezonie 2016/2017, kiedy to zajął szóste miejsce w klasyfikacji generalnej, a w klasyfikacji skirossu był drugi. Ponadto zajął drugie miejsce w klasyfikacji skirossu w sezonie 2011/2012 i trzecie w sezonach 2015/2016 oraz 2019/2020.
Jest także brązowym medalistą 14 Winter X Games z 2010 r. w konkurencji skier X (odmiana skicrossu).
Na igrzyskach w Pjongczangu w 2018 roku został mistrzem olimpijskim w skicrossie. Rok później, na mistrzostwach świata w Solitude wywalczył srebrny medal, gdzie lepszy był tylko Francuz François Place.

## Osiągnięcia

### Igrzyska olimpijskie
| Miejsce | Dzień     | Rok  | Miejscowość | Konkurencja | Zwycięzca             |
| ------- | --------- | ---- | ----------- | ----------- | --------------------- |
| 4.      | 20 lutego | 2014 | Soczi       | Skicross    | Jean Frédéric Chapuis |
| 1.      | 21 lutego | 2018 | Pjongczang  | Skicross    | –                     |
| 6.      | 18 lutego | 2022 | Pekin       | Skicross    | Ryan Regez            |

### Mistrzostwa świata
| Miejsce | Dzień       | Rok  | Miejscowość   | Konkurencja | Zwycięzca             |
| ------- | ----------- | ---- | ------------- | ----------- | --------------------- |
| 14.     | 2 marca     | 2009 | Inawashiro    | Skicross    | Andreas Matt          |
| 15.     | 10 marca    | 2013 | Voss          | Skicross    | Jean Frédéric Chapuis |
| 5.      | 21 stycznia | 2015 | Kreischberg   | Skicross    | Filip Flisar          |
| 7.      | 18 marca    | 2017 | Sierra Nevada | Skicross    | Victor Öhling Norberg |
| 2.      | 2 lutego    | 2019 | Solitude      | Skicross    | François Place        |
| 20.     | 13 lutego   | 2021 | Idre Fjäll    | Skicross    | Alex Fiva             |
| 7.      | 26 lutego   | 2023 | Bakuriani     | Skicross    | Simone Deromedis      |

### Puchar świata

#### Miejsca w klasyfikacji generalnej
- sezon 2008/2009: 66.
- sezon 2009/2010: 71.
- sezon 2011/2012: 7.
- sezon 2012/2013: 34.
- sezon 2013/2014: 26.
- sezon 2014/2015: 23.
- sezon 2015/2016: 15.
- sezon 2016/2017: 6.
- sezon 2017/2018: 54.
- sezon 2018/2019: 20.
- sezon 2019/2020: 21.

Od sezonu 2020/2021 klasyfikacja skicrossu zastąpiła klasyfikację generalną.
- sezon 2020/2021: 28.
- sezon 2021/2022: 8.
- sezon 2022/2023: 5.

#### Zwycięstwa w zawodach
1. Innichen – 17 grudnia 2011 (skicross)
2. Blue Mountain – 3 lutego 2012 (skicross)
3. Idre – 12 lutego 2017 (skicross)
4. Blue Mountain – 5 marca 2017 (skicross)
5. Blue Mountain – 26 stycznia 2019 (skicross)
6. Craigleith – 18 marca 2023 (skicross)

#### Pozostałe miejsca na podium w zawodach
1. St. Johann in Tirol – 7 stycznia 2012 (skicross) – 2. miejsce
2. Telluride – 13 grudnia 2012 (skicross) – 2. miejsce
3. Val Thorens – 19 grudnia 2012 (skicross) – 2. miejsce
4. Nakiska – 7 grudnia 2013 (skicross) – 3. miejsce
5. Innichen – 21 grudnia 2013 (skicross) – 3. miejsce
6. La Plagne – 23 marca 2014 (skicross) – 3. miejsce
7. Val Thorens – 10 stycznia 2015 (skicross) – 3. miejsce
8. Megève – 14 marca 2015 (skicross) – 2. miejsce
9. Montafon – 5 grudnia 2015 (skicross) – 2. miejsce
10. Val Thorens – 11 grudnia 2015 (skicross) – 3. miejsce
11. Innichen – 19 grudnia 2015 (skicross) – 2. miejsce
12. Watles – 17 stycznia 2016 (skicross) – 3. miejsce
13. Nakiska – 23 stycznia 2016 (skicross) – 3. miejsce
14. Val Thorens – 10 grudnia 2016 (skicross) – 2. miejsce
15. Arosa – 13 grudnia 2016 (skicross) – 2. miejsce
16. Watles – 14 stycznia 2017 (skicross) – 2. miejsce
17. Watles – 15 stycznia 2017 (skicross) – 2. miejsce
18. Feldberg – 4 lutego 2017 (skicross) – 2. miejsce
19. Innichen – 21 grudnia 2018 (skicross) – 3. miejsce
20. Sołniecznaja dolina – 24 lutego 2019 (skicross) – 3. miejsce
21. Veysonnaz – 17 marca 2019 (skicross) – 2. miejsce
22. Montafon – 14 grudnia 2019 (skicross) – 3. miejsce
23. Idre – 25 stycznia 2020 (skicross) – 2. miejsce
24. Secret Garden – 27 listopada 2021 (skicross) – 2. miejsce
25. Veysonnaz – 19 marca 2022 (skicross) – 3. miejsce
26. Innichen – 21 grudnia 2022 (skicross) – 3. miejsce

- W sumie (6 zwycięstw, 14 drugich i 12 trzecich miejsc).